# Rechtsphilosophie
Die Rechtsphilosophie ist ein Teilgebiet der Philosophie und gleichzeitig eine Grundlagendisziplin der Rechtswissenschaft. Sie befasst sich mit grundlegenden Fragen des Rechts. Rechtsphilosophische Fragestellungen sind beispielsweise:
- Was ist Recht?
- In welchem Verhältnis stehen „Gerechtigkeit“ und „Recht“ zueinander?
- In welchem Verhältnis stehen Rechtsnormen zu anderen sozialen Normen, insbesondere zur Moral?
- Welchen (materiellen) Inhalt sollte das Recht haben?
- Wie entstehen (formal) Rechtsnormen?
- Was ist der Grund für die Geltung des Rechts? (Verbindlichkeit)
- In welchem Verhältnis stehen „Rechtsgefühl“ und „Recht“ zueinander?

Zumindest einige dieser Fragen – insbesondere nach der Verbindung von Recht und Moral, der allgemeinen Struktur von Rechtsnormen und nach der Rechtsverbindlichkeit – stellt sich neben der Rechtsphilosophie auch die sogenannte Rechtstheorie, die sich seit Mitte des 19. Jahrhunderts, zunächst unter der Bezeichnung „Allgemeine Rechtslehre“ (auf Englisch: [analytical] jurisprudence), als eine von der Rechtsphilosophie unabhängige Disziplin herausgebildet hat. Das genaue Verhältnis von Rechtsphilosophie und Rechtstheorie zueinander ist im Einzelnen umstritten.
Der Artikel führt in die Rechtsphilosophie des westlichen Rechtskreises ein (europäische Rechtsordnungen, angloamerikanisches Recht). Andere Rechtskreise werden nicht berücksichtigt (vgl. insbesondere den Beitrag zum islamischen sowie zum chinesischen Recht).

## Gegenstand und Abgrenzung
Die Rechtsphilosophie wendet Erkenntnisse und Methoden der allgemeinen Philosophie, insbesondere der Wissenschaftstheorie, der Logik, aber auch der Sprachwissenschaft und Semiotik auf das Recht und auf die Rechtswissenschaft an. Ein Beispiel aus neuerer Zeit ist die Anwendung der Diskurstheorie auf die juristische Argumentation durch Jürgen Habermas und Robert Alexy. Dabei spricht man vermehrt seit einiger Zeit auch von Rechtstheorie, deren Verhältnis zur Rechtsphilosophie schwer abzugrenzen ist.
Gegenstand der Rechtsphilosophie sind weder die Rechtsanwendung selbst, also die juristische Methodenlehre, noch die Untersuchung der sozialen Praxis des Rechts (also die Rechtssoziologie). Die Rechtsgeschichte untersucht die Entwicklung des Rechts aus historischer Sicht (also dessen „Evolution“). Die Rechtsdogmatik beschreibt dagegen die Strukturen und Elemente des derzeit geltenden positiven Rechts.
Zentrale Themen der Rechtsphilosophie sind vielmehr:
- Der Begriff des Rechts,
- die Bedeutung des Rechts für die Gesellschaft,
- die inhaltliche Kritik des Rechts (das Auffinden des „richtigen Rechts“ im Sinne Rudolf Stammlers),
- ob und unter welchen Voraussetzungen Rechtsnormen verbindlich sind (Geltung des Rechts),
- welche Folgen sich an die Verbindlichkeit oder an die Unverbindlichkeit rechtlicher Normen knüpfen.

Dabei fließen insbesondere in die Auseinandersetzungen zum Rechtsbegriff stets auch Argumente und Überlegungen aus den anderen Gebieten und rechtswissenschaftlichen Grundlagenfächern mit ein. Eine scharfe Trennung zur übrigen Philosophie oder zu den Rechts- oder Sozialwissenschaften ist deshalb nicht möglich.
Ein Teilgebiet sowohl der Rechtsphilosophie als auch der Politikwissenschaft ist die Staatstheorie (auch: Staatsphilosophie, politische Philosophie). Die Rechtsphilosophie greift weiter als die Staatsphilosophie, weil sie, insbesondere als Rechtstheorie, das Recht selbst allgemein untersucht, nicht nur in seinem Bezug zum Staat. Andererseits liegen jeder Rechtsphilosophie und auch jeder Rechtstheorie immer bestimmte Grundannahmen über den Staat (also etwa die Staatsform, die Regierung oder das Verfahren der Gesetzgebung) zugrunde, die auf den Geltungsgrund und auf die Funktion des Rechts zurückwirken. Das Recht hat in einem totalitären Staat eine ganz andere Funktion als in einem demokratischen Staat, und es kommt formell und materiell jeweils auf ganz andere Weise zustande.

## Grundlegende Richtungen der Rechtsphilosophie

### Naturrecht
Naturrechtliches Denken hat es – mit einem ersten Höhepunkt in der griechischen Antike – quer durch die Jahrhunderte in unterschiedlicher Weise gegeben. Besondere Bedeutung hat es seit dem Beginn des Zeitalters der Aufklärung erlangt.
Eine naturrechtliche Argumentation ist stets empirisch abgesichert. Grundlage ist eine Sozialanthropologie, die Aussagen über „das Wesen des Menschen“ trifft. Dieses Menschenbild kann man entweder optimistisch (John Locke in: „Two Treatises on Government“, dt.: „Zwei Abhandlungen über die Regierung“, Jean-Jacques Rousseau in: „Du contrat social“, dt.: „Vom Gesellschaftsvertrag“ [„Der Mensch ist frei geboren…“]) oder pessimistisch (Thomas Hobbes, Charles de Montesquieu) anlegen. Es ist jedenfalls im Naturrecht der Aufklärung nicht gottgewollt oder gottesgleich, sondern vernunftmäßig erkannt.
- Im ersten Fall wird man – optimistisch – ausgehen von Menschen, die als frei und gleich gedacht werden und einen Grund dafür suchen, wie dieser „natürliche“ Zustand gefestigt und gesichert werden kann. Rousseau sah den Geltungsgrund für alle staatliche Ordnung und die Geltung des Rechts im „Gemeinwillen“, der von dem Willen der Mehrheit der Staatsbürger zu unterscheiden sei. Das Recht stützt in dieser Vorstellung die Freiheit im Dienste des Gemeinwohls gegen staatliche Willkür. Die Bürger schließen einen Gesellschaftsvertrag, um ihre angeborene, „natürliche“ Freiheit zu sichern. Die Abkehr von der Herrschaftsform des Absolutismus ist dann konsequent.
- Im zweiten Fall wird der Mensch – pessimistisch – als seinesgleichen feindselig gesehen. Er schadet anderen Menschen von Natur aus. Deshalb muss er vor ihnen geschützt werden. Der Staat und das Recht dienen aus dieser Sicht der Sicherung der Lebensbedingungen in der Gesellschaft, indem sie die Freiheit des bösen Menschen präventiv begrenzen, und zwar – wie zuvor – im Dienste der Allgemeinheit, in diesem Fall aber zur Repression des Einzelnen, weil nur so seine Freiheit gesichert werden könne. Diese Denkungsart entbehrt mithin nicht einer gewissen Paradoxie, die angesichts der Prämissen aber unvermeidlich ist. Sie ist eine Grundform konservativen Denkens.

Aus der Sozialanthropologie folgt unmittelbar der Grund für die Legitimität der staatlichen Gewalt und damit für die Geltung des Rechts, das die Organe dieses Staates setzen, und weiter für alles staatliche Handeln. Das Recht gilt, weil es die Bedingungen der Gesellschaft und der menschlichen Natur so erfordern. Aus dem empirischen Sein wird also ein normatives Sollen abgeleitet. Diese Grundstruktur naturrechtlichen Denkens bleibt im Wesentlichen über die Jahrhunderte erhalten. Variabel sind die Menschenbilder, die zugrunde gelegt werden. Neben optimistischen und pessimistischen Sichtweisen treten auch Mischformen auf, in denen beide Züge miteinander kombiniert werden (so auch bei Jean-Jacques Rousseau).
Weitere bedeutende Vertreter dieser Richtung sind Christian Thomasius, Christian Wolff und Samuel von Pufendorf. Ernst Bloch hat sich in Naturrecht und menschliche Würde aus marxistischer Sicht insbesondere gegen die Auffassung gewandt, der Mensch sei „von Geburt an frei und gleich … Es gibt keine angeborenen Rechte, sie sind alle erworben oder müssen im Kampf noch erworben werden.“
Das Naturrecht tritt im Laufe der Zeit in unterschiedlicher Form auf. Nach dem Zweiten Weltkrieg kam es zu einer Renaissance des Naturrechts, einerseits in Form der Radbruch’schen Formel, andererseits in der Rechtsprechung des Bundesgerichtshofs zum Familienrecht. In BGHZ 11, 65 begründet das Gericht ein eher stark konservativ geprägtes Familienbild, das auf die „natürlichen“ Unterschiede zwischen Mann und Frau zurückgeführt wird, die „streng in allem Recht zum Ausdruck kommen“ müssten.

### Kant
Immanuel Kants Rechtsphilosophie, dargelegt im ersten Teil seines Spätwerks Metaphysik der Sitten (1797) unter dem Namen Metaphysische Anfangsgründe der Rechtslehre, unterscheidet sich von den naturrechtlichen Ansätzen der Aufklärung insoweit, als er aus der – von ihm ebenfalls entwickelten – Sozialanthropologie keine Folgerungen für Inhalt und Geltung des Rechts herleitet. In seiner Rechtslehre klärt Kant eine Vielzahl von Grundbegriffen zur praktischen Philosophie im Allgemeinen und Rechtsphilosophie im Besonderen, verständigt sich dabei auf sein avisiertes Ziel, die Beschreibung einer Theorie der entscheidenden Institutionen und schafft ein Verhältnis zwischen Recht und Moral. Die Gründlichkeit und Radikalität seiner Fragestellungen dienen der Rechtfertigung einer Form gesellschaftlicher Selbstorganisation, gültig soll sie sein für den Menschen jedweder Kultur. Die Institution Staat wird daher nicht im platonischen oder auch aristotelischen Sinne als Sachwalter und Garant des Gemeinwohls der Bürger verstanden; der Staat identifiziert den Zustand der Gesellschaft, geht aus dem „allgemeinen Willen“ seiner Staatsbürger hervor. Allein der die Gesellschaft beherrschende allgemeine Wille kann Quelle positiven Rechts sein, mithin der Gesetze, an die sich jeder zu halten hat um Unrechtszustände zu vermeiden. Von einer vergleichbaren Position geht Jean-Jacques Rousseau aus.
Ebenso wie für David Hume existiert nämlich auch für Kant ein kategorialer Unterschied zwischen „Sein und Sollen“, weshalb aus der empirisch gegebenen Natur des Menschen (seinem Sein) keine rechtlichen oder moralischen Gebote (also kein Sollen) folgen könnten (vgl. Humes Gesetz). Hierin liegt der Unterschied zum Naturrecht. Das Recht ist vielmehr aus der (praktischen) Vernunft heraus zu erkennen. Empirie und Metaphysik sind in seiner Rechtsphilosophie somit streng voneinander getrennt.
Kant lehnt – in Übereinstimmung mit dem Naturrecht – die (politische, physische) Macht als Geltungsgrund für das Recht ab. Das Recht hat für Kant keinen zufälligen oder – in diesem Sinne – politischen Inhalt (so aber der Rechtsrealismus). Nicht jedes Recht sei rechtens, es müsse einen bestimmten Inhalt haben. Dieser Inhalt könne nur erkenntnistheoretisch nach Maßgabe des kategorischen Rechtsimperativs (Otfried Höffe) bestimmt werden.
Das Recht ist ein System vernünftiger Ordnung der Freiheit oder, wie Kant sagt, „der Inbegriff der Bedingungen, unter denen die Willkür des einen mit der Willkür des andern nach einem allgemeinen Gesetze der Freiheit zusammen vereinigt werden kann.“ Die vom Recht gewährleisteten Handlungsfreiheiten sind also wechselbezüglich: Die Freiheiten eines jeden finden ihre Grenzen an den Freiheiten anderer. Doch hat eine vernünftige Ordnung der Freiheit außer den von Kant bezeichneten formalen Freiheitsbegrenzungen auch materielle Komponenten, nämlich eine angemessene Verteilung der realen Entfaltungsmöglichkeiten, insbesondere der Bildungschancen. So soll, sagt Johann Gottlieb Fichte, der selber Sohn eines Bandwirkers war, jedem die Chance geboten werden, durch persönliche Leistung etwas zu erwerben, und es soll „nur an ihm selber liegen, wenn einer unangenehmer lebt.“
Moralische Urteile sind Urteilssprüche des Gewissens. In Anlehnung hieran kann man das Rechtsgefühl als vernunftgeleitetes, verallgemeinerungsfähiges Urteil des Gewissens darüber verstehen, was recht ist.

### Hegel
Georg Wilhelm Friedrich Hegel setzt in seiner „Rechtsphilosophie“ die Idee der Freiheit mit dem Begriff des „objektiven Geistes“ in ganzheitlicher Weise absolut und meint die Verwirklichung des freien Willens im Bereich des Sozialen (Grundlinien der Philosophie des Rechts). Hegels Rechtslehre von der gegenseitigen Anerkennung als autonomes Subjekt greifen in unterschiedlicher Weise eine Reihe von heutigen Rechtsphilosophen auf (Norbert Hoerster, Günther Jakobs, Kurt Seelmann u. a.). Hegels Deutung des Rechts gehört zu den Traditionen des wirkungsmächtigen Gedanken des Rechtsstaates. Mit seiner Staatskonzeption will Hegel die Topoi der Antike (Platon, Aristoteles) mit denen der Aufklärung (Kant, Rousseau) vereinigen, indem er die politische „Sittlichkeit“ und das postrevolutionäre Gedankengut der „Vernunft“ zusammendenkt.

### Radbruch
Gustav Radbruchs Rechtsphilosophie entstammt dem Neukantianismus, der davon ausgeht, dass eine kategoriale Kluft zwischen Sein und Sollen besteht. Hinzu kommt bei Radbruch ein ausgesprochener Wertrelativimus. Werte können demzufolge nicht erkannt werden, man kann sich zu ihnen nur bekennen. Über den neukantianischen Methodendualismus hinaus vertritt Radbruch einen Methodentrialismus. Zu den empirischen Wissenschaften von der Natur („Sein“) und den idealistischen Wertlehren  („Sollen“) träten die Kulturwissenschaften hinzu, zu denen auch das Recht gehöre. Rechtsphilosophie sei eine Form der Kulturphilosophie.
Vor dem Hintergrund seines rechtsphilosophischen Relativismus unterscheidet Radbruch individualistische, überindividualistische und transpersonale Staatsauffassungen, zwischen denen er eine wissenschaftlich begründete Entscheidung für nicht möglich hält.
Die Idee des Rechts bildet für Radbruch die Gerechtigkeit. Diese umfasse die – formal verstandene – Gerechtigkeit, die Zweckmäßigkeit und die Rechtssicherheit.
Nach 1945 entwickelte Radbruch seine berühmte Radbruchsche Formel. Sie lautet: „Der Konflikt zwischen Gerechtigkeit und Rechtssicherheit dürfte dahin zu lösen sein, dass das positive Recht auch dann den Vorrang hat, wenn es inhaltlich ungerecht und unzweckmäßig ist. Es sei denn, dass der Widerspruch zur Gerechtigkeit ein so unerträgliches Maß erreicht hat, dass das Gesetz als „unrichtiges Recht“ der Gerechtigkeit zu weichen hat.“ Gesprochen wird auch vom „ethischen Minimum“ des Rechts. Umstritten ist, wie und ob die Radbruchsche Formel mit Radbruchs vor 1945 vertretenem rechtsphilosophischen Relativismus in Einklang zu bringen ist.

### Rechtspositivismus
Der Rechtspositivismus ist die positivistische Auseinandersetzung mit dem Recht. Nach dieser Auffassung werden als Recht nur die positiv gesetzten Normen als Gegenstand betrachtet, nicht hingegen metaphysisch begründetes Sollen. Es gibt kein Recht außerhalb des von staatlichen (oder anderen) Organen gesetzten Rechts. Rechtsnormen entstehen somit in einem bestimmten Verfahren. Der Rechtspositivismus ist somit dem Naturrecht diametral entgegengesetzt, wobei dies nicht zwangsläufig ein „tertium non datur“ bedeuten muss.
Bekannte Vertreter des Rechtspositivismus sind Jeremy Bentham, John Austin, H.L.A. Hart („The Concept of Law“, „Der Begriff des Rechts“), Joseph Raz, Norbert Hoerster und Hans Kelsen („Reine Rechtslehre“).
Nach Hart gibt es zwei Arten von Rechtsnormen: primäre, die das eigentliche materielle Recht enthalten, und sekundäre, in denen geregelt ist, wie primäre Normen gesetzt werden sollen. Primäre Normen sind nur insoweit gültige Normen, als sie in Übereinstimmung mit den sekundären Normen gesetzt worden sind. Hierdurch entsteht das Problem des Geltungsgrunds der sekundären Normen. Es kommt zu einem Regress der rechtfertigenden Normen. Hans Kelsen löst die Frage des letzten Geltungsgrunds mit der sogenannten Grundnorm.
Der Rechtspositivismus ist gerade in neuerer Zeit nicht unerheblicher Kritik ausgesetzt gewesen. Er ist vor allem im angelsächsischen Raum vorherrschend. Nachdem schon kurz nach dem Zweiten Weltkrieg der Neukantianer Gustav Radbruch den Positivismus für die Verbrechen der Nationalsozialisten verantwortlich gemacht hatte (Radbruch’sche Formel; hiergegen: H. L. A. Hart, Positivism and the Separation of Law and Morals, 71 Harvard Law Review 593 [1958]), ging auch das Grundgesetz nicht von einem rein positivistischen Rechtsbegriff aus (Absage an den Gesetzespositivismus). Rechtsprechung und Verwaltung sind demgemäß in Art. 20 Abs. 3 GG „an Gesetz und Recht“ gebunden, nicht nur an das Gesetz. Seit den 1970er Jahren haben sich vor allem in Amerika Ronald Dworkin („Taking Rights Seriously“, dt.: „Bürgerrechte ernst genommen“) und in Deutschland Robert Alexy („Begriff und Geltung des Rechts“) gegen rein (gesetzes-)positivistische Ansätze gewandt und die Auffassung vertreten, es gebe neben „rules“ auch „rights“, auf die sich der Bürger gegenüber dem Staat berufen könne, auch zur Begründung eines Widerstands gegen das staatliche Recht. Teilweise argumentiert dies jedoch an den Aussagen des Rechtspositivismus vorbei, da die meisten positivistischen Theorien lediglich einen erkenntnistheoretischen Anspruch erheben, nicht aber die Frage nach dem „richtigen Recht“ beantworten wollen.

### Rechtsrealismus
Als Rechtsrealismus bezeichnet man eine Auffassung, die das Recht als Mittel zur Ausübung von politischer Macht ansieht. Das Recht ist deshalb notwendig positiv gesetzt und – nach Zweckdienlichkeit – änderbar. Nicht Gerechtigkeit oder „Richtigkeit“ ist das Ziel, sondern allein die Eignung des Rechts zur Herbeiführung eines bestimmten (politischen) Ziels.
Typische Vertreter dieser Richtung sind Niccolò Machiavelli („Der Fürst“) und Thomas Hobbes („Der Leviathan“), die beide von einem pessimistischen Menschenbild ausgehen.
- Aus Hobbes Werk stammt der Satz: „Auctoritas, non veritas facit legem“ (Autorität, nicht Wahrheit schafft das Recht). Der – absolutistische – Staat müsse alle Macht in sich vereinen, um den Menschen in der Gemeinschaft vor sich selbst zu schützen: „Homo homini lupus est“ (der Mensch ist des Menschen Wolf). Nur der Staat bestimmt, welches Recht gelten soll. Neben dem positiven Recht kann es kein weiteres geben.
- Der Mensch sei schlecht. Deshalb, so Machiavelli, müsse – und: dürfe – das Recht listig und rücksichtslos sein, um die Macht des Fürsten zu sichern.

Eine neuere Position ist diejenige des amerikanischen Verfassungsrichters Oliver Wendell Holmes, jr., der in dem Aufsatz The Path of the Law von dem schlechten Menschen ausgeht, der weniger daran interessiert sei, was der Inhalt des Rechts sei, als vielmehr, wie das Gericht die in Rede stehenden Rechtsfragen im Streitfall entscheiden würde. Das ist folgerichtig sein Rechtsbegriff: „The prophecies of what the courts will do in fact, and nothing more pretentious, are what I mean by the law.“ („Die Einschätzungen, was die Gerichte tatsächlich tun werden, und sonst gar nichts, bezeichne ich als ‚Recht‘.“)
Typisch ist, dass Holmes seinen Standpunkt ausdrücklich nicht für zynisch hält, sondern für realistisch. Das Recht sei beliebig, es unterscheide sich je nachdem, in welchem Staat man sich befinde. Deshalb könne man zur Bestimmung des Rechtsbegriffs nur auf die Rechtspraxis abstellen.
Diese Auffassung ist neben dem Rechtspositivismus eine Hauptrichtung der angelsächsischen Rechtsphilosophie (legal realism).

## Aktuelle Richtungen der Rechtstheorie
Ausgehend vom Rechtspositivismus und von der analytischen Philosophie hat sich in neuerer Zeit eine eigenständige, interdisziplinäre Rechtstheorie entwickelt, die so vielfältig ist, dass sie nicht auf einen gemeinsamen Nenner gebracht werden kann. Gemeinsam ist allen rechtstheoretischen Ansätzen, dass sie das Recht grundsätzlich als eigenständiges System von Normen, die in einer bestimmten Weise gesetzt worden sind, und von den gesellschaftlichen Gegebenheiten gelöst, also abstrakt diskutieren und untersuchen. Auch die Diskurstheorie und die Systemtheorie des Rechts zählen deshalb hierzu (s. u.).
Ausgangspunkt ist die Beschäftigung mit Normen und deren Auslegung mit den Mitteln der Sprachphilosophie und der Semantik beziehungsweise der Semiotik. Damit wird ein Zugang zum Recht über die Erkenntnistheorie und über die formale Logik eröffnet. Hans-Joachim Koch und Helmut Rüßmann haben in ihrer „Juristischen Begründungslehre“ rechtstheoretische Ansätze für die juristische Methodenlehre erschlossen.
Während die Rechtsphilosophie vor allem auch die Frage nach der Gerechtigkeit stellt, geht es der Rechtstheorie nicht um Fragen der inhaltlichen Richtigkeit von Recht. Diese könne man (nach Ansicht des juristischen Positivismus) nicht erkennen. Wissenschaftlich erforschbar seien nur die logische Struktur von Rechtsbegriffen und Rechtssätzen und deren axiomatische Ableitbarkeit und systematische Ordnung. Zu nennen sind Jürgen Rödig, Eike von Savigny, Norbert Hoerster, Jan Schapp und Robert Alexy. Hieraus ist auch die Gesetzgebungslehre entstanden.
Abweichend begründet nach Schapp das Gesetz einen Rechtsanspruch nicht in einem „leeren Raum“, sondern in einem strukturierten Sachzusammenhang „Wirtschaft und Persönlichkeit“, in dem aus gegensätzlichen Interessen Konflikte entstehen, die das Gesetz entscheidet. Damit schafft Schapp einen bis dahin fehlenden, jenseits des positiven Rechts der Gesetze und doch „in der vollen Wirklichkeit der Lebenswelt liegenden Ausgangspunkt für die Erörterung und das Verständnis des Phänomens Subjektives Recht“. Die Anerkennung des Anspruchs als Recht geschieht nach Schapp nicht willkürlich oder bloß faktisch durch den Gesetzgeber. Sie beruht auf den Gegebenheiten des Lebenssachverhalts, ist aber aus ihm nicht ablesbar, sondern muss durch „juristische Arbeit“, durch „Finden“ der Voraussetzungen, als Konfliktlösung, d. h. als „gerechte Entscheidung“, ermittelt werden. Nach dieser von Schapp erarbeiteten Grundlinie des Rechts kann der entscheidende Träger für das öffentliche Recht nicht mehr das Über-/ Unterordnungsverhältnis von Staat und Bürger sein, sondern ein Rechtsverhältnis der grundsätzlichen Gleichordnung zwischen Staat und Bürger.
Damit ist das Fach aber nicht ein für alle Mal festgelegt. Es ist vielmehr für neue Entwicklungen offen und kann beispielsweise auch Ansätze aus den Naturwissenschaften oder der Medizin, sofern sie für das Recht von Bedeutung sind, aufgreifen.

### Diskurstheorie des Rechts
Die Diskurstheorie des Rechts ist ein Ansatz, der auf der allgemeinen Diskurstheorie aufbaut, die von Jürgen Habermas in seiner „Theorie des kommunikativen Handelns“ entwickelt und in „Faktizität und Geltung“ speziell mit Blick auf das Recht weiter ausgebaut wurde.
Kernstück der Diskurstheorie ist die sogenannte „ideale Sprechsituation“, in der alle Beteiligten ausschließlich sachlich orientiert und gleichberechtigt miteinander kommunizieren, um auf diese Weise zu einem gemeinsamen, von allen getragenen Ergebnis zu gelangen, das für alle gleichermaßen „gilt“, weil es in einem bestimmten Verfahren – dem Diskurs – erarbeitet worden ist, bei dem keiner benachteiligt wurde und in dem nur sachliche Argumente zählten. Der Geltungsgrund des Rechts liegt demnach im Konsens der Beteiligten aufgrund eines Diskurses.
Die Diskurstheorie ist eine Theorie von der Geltung sozialer Normen, die speziell für moderne, pluralistische Gesellschaften entworfen wurde, in der es keine für alle Fälle verbindlichen materiellen Leitbilder mehr gibt, sondern alle Betroffenen jeweils von Fall zu Fall diskutieren müssen, welche Lösung gelten soll. Dieser Ansatz ist auf das Recht nicht ohne weiteres übertragbar. Das justizielle Verfahren ist ebenso wenig wie ein außergerichtlicher Streit, der durch eine einvernehmliche Einigung, einen sogenannten „Vergleich“ zwischen den Beteiligten also, beigelegt wird, eine „ideale Sprechsituation“ im Sinne der Diskurstheorie. Für die Gesetzgebung bestehen wiederum andere Probleme.
Robert Alexy schränkt die Anforderungen an den juristischen Diskurs in seiner „Theorie der juristischen Argumentation“ deshalb dahingehend ein, dass eine juristische Entscheidung jedenfalls sachlich zutreffend begründet sein müsse. Aber auch er fordert zumindest die Anlage nicht nur der Gesetzgebung, sondern auch einer richterlichen Entscheidung als – pluralistischen – Diskurs.

### Recht als autopoietisches System
Eine weitere neuere Richtung in der Rechtstheorie ist die Auffassung des Rechts als „autopoietisches System“ (Systemtheorie des Rechts), die auf der allgemeinen soziologischen Systemtheorie von Niklas Luhmann beruht. Luhmann hat sie in seinem Werk „Das Recht der Gesellschaft“ erarbeitet. Es handelt sich um eine genuin rechtssoziologische Theorie, die wiederum die enge Verbindung der Rechtstheorie zu den benachbarten Grundlagenfächern aufzeigt.
Luhmanns soziologische Betrachtung des Rechts „als System“ blendet zunächst die eigentlichen Akteure (Betroffene, Rechtswissenschaftler, Rechtsanwälte, Richter) als Träger von Handlungen aus. Seine Theorie führt zu einem hohen Abstraktionsniveau, das einen gewissen Abstand zur alltäglichen Anschauung der Rechtspraxis pflegt. Zum System in diesem Sinne zählt vielmehr nur die „Kommunikation“ zwischen den Subjekten. Hierzu zählt Luhmann im „System Recht“ die binäre Unterscheidung von „rechtmäßig“ vs. „nicht rechtmäßig“.
Nach seiner Entstehung kommt es zur ständigen Reproduktion des Systems (das heißt: der Kommunikation zwischen den handelnden Akteuren) aus sich selbst heraus. Das System trägt und erfindet sich ständig neu. Rechtsnormen werden gesetzt und angewendet, sie genießen Geltung oder nicht, sie werden geändert, Urteile werden verkündet, Verwaltungsakte werden erlassen. Dieser Vorgang ist – eine weitere Abstraktion – als ständige „Autokatalyse“ oder als Autopoiesis des Rechts bezeichnet worden.
Dabei greift Luhmann sowohl konzeptionell als auch begrifflich auf kybernetische Modelle zurück, die zuvor unter anderem maßgeblich zur Beschreibung biologischer Systeme gebildet worden waren, und die vor allem zur abstrakten Beschreibung von „Leben“, vom Fließgleichgewicht beim Stoffwechsel oder in ökologischen Modellen Verwendung gefunden hatten. Bereits die Sichtweise der selbsttätigen und selbstbezüglichen („selbstreferentiellen“) Reproduktion „des Lebens“ – und damit nur mittelbar: der einzelnen „Lebewesen“ – blendet das Individuum aus und richtet das Augenmerk auf die „Kommunikation“ zwischen den Lebewesen oder den Fluss und die Rekombination chemischer Substanzen.
Deshalb ist ein häufig genannter Kritikpunkt, dass ein solches Bild notwendig unvollständig sein muss. Die systemtheoretische Rechtstheorie reduziert das Recht leicht zum Selbstzweck, indem sie den einzelnen Betroffenen/Akteur/Rechtsanwender unbeachtet lässt. Maßgebliche Normen wie etwa das Prinzip der Menschenwürde beinhalten aber nicht nur abstrakte Prinzipien, sondern Werte, die sich in der Praxis und im Einzelfall, also zugunsten des einzelnen Menschen bewähren müssen. Dieses Problem wird beispielsweise deutlich bei der Untersuchung der Grundrechte.
- Eine Einführung in die Konzeption des Gesamtwerkes von Niklas Luhmann und in die teilweise hochabstrakte Terminologie bieten die Artikel soziologische Systemtheorie und Systemtheorie des Rechts.

### Gerechtigkeitstheorien
Zur Gerechtigkeit von rechtlichen Regelungen, von gerichtlichen Entscheidungen oder von Verwaltungsentscheidungen hat es über die Jahrhunderte hinweg sehr unterschiedliche Ansätze gegeben.
Auf Aristoteles (Nikomachische Ethik, Buch V) geht die Unterscheidung zwischen iustitia commutativa und iustitia distributiva zurück:
- Die iustitia commutativa stellt auf Situationen der Gleichordnung von Rechtssubjekten ab, typischerweise im Privatrecht, bei Verträgen, aber auch bei Delikten oder ungerechtfertigter Bereicherung. Gefordert werden Vertragsgerechtigkeit im Sinne des gegenseitigen Einhaltens von Verträgen („pacta sunt servanda“), der Gleichwertigkeit der auszutauschenden Leistungen oder der angemessenen Kompensation von Schäden zwischen gleichgeordneten Rechtssubjekten.
- Die iustitia distributiva dagegen stellt auf Situationen der Über- und Unterordnung ab, wie sie für das öffentliche Recht typisch sind, also für das Verhältnis von Bürger und Staat. Die Verteilung von Gütern und Lasten im Gemeinwesen soll bestimmten solidarischen Gerechtigkeitsanforderungen genügen. Praktische Probleme sind etwa die Belastung der Bürger und der Unternehmen mit Steuern und anderen öffentlichen Abgaben nach der Leistungsfähigkeit – und dem Maßstab, nach dem diese im Einzelfall zu messen ist. Dabei handelt es sich durchweg um Probleme des allgemeinen Gleichheitssatzes.

Auch die Verfahrensgerechtigkeit ist hier zu nennen. Die richterliche Entscheidung soll „gerecht“ sein, sie soll den Interessen und der Lage der Beteiligten „gerecht“ werden. Der Staat darf nur zulässige Ziele verfolgen, und er darf nur zulässige Mittel einsetzen. Das gilt aber nicht nur für den öffentlich-rechtlichen Bereich, sondern auch sonst, wo Private – auch nur faktische – Macht über andere Private ausüben. Im geltenden Recht wird dieser Gesichtspunkt im Rahmen des Rechtsstaatsprinzips als Verhältnismäßigkeit bezeichnet.
In neuerer Zeit hat vor allem die Theorie der Gerechtigkeit (A Theory of Justice) von John Rawls Beachtung gefunden, der – in Abgrenzung zu dem in der angelsächsischen Welt vorherrschenden Utilitarismus – Gerechtigkeit als Fairness betrachtet.
Sein Ausgangspunkt ist ein rein hypothetischer Urzustand („original position“), in dem es eine völlige Gleichheit der Menschen zueinander gibt. In diesem Zustand wird der Gesellschaftsvertrag geschlossen. Aspekte, die konstitutiv für Ungleichheit sind, bleiben hinter einem „Schleier des Nichtwissens“ („veil of ignorance“) unsichtbar.
Rawls formuliert zwei Gerechtigkeitsprinzipien:
- Jeder muss so viele bürgerliche Rechte und Freiheiten haben, wie überhaupt möglich ist. Dieses Prinzip gilt absolut, es darf niemals verletzt werden.
- Jegliche soziale und wirtschaftliche Ungleichheit ist nur dann gerechtfertigt, wenn sie jedem zugutekommt. Maßstab hierbei ist nicht das utilitaristische „größte Glück der größten Zahl“, sondern das Wohlergehen jedes Mitglieds der Gesellschaft. Soziale Ungleichheit muss sich insbesondere vor den Schwächsten rechtfertigen können. Sie darf ihnen nicht schaden. Gerecht ist die Privilegierung einzelner nur, wenn sie auch den schwächsten nützt und ihre Wohlfahrt fördert. Der gleiche Zugang aller Bürger zu sozial privilegierten Positionen ist damit unabdingbar.

### Kritischer Rationalismus
Auf Karl Popper geht die philosophische Grundposition des Kritischen Rationalismus zurück. Leitbild ist – nicht anders als beim klassischen Rationalismus – das Ideal, nach wahrer Erkenntnis zu streben. Methodisch kommt aber ein deutlicher Unterschied zum Tragen, denn Popper sucht nicht nach Belegen, die den theoretischen Erkenntnisgewinn absichern, vielmehr sucht er nach dessen Fehlern und geht vom hypothetischen Charakter (Vermutung) aller Wissensformen aus. Er hatte die Methode zunächst anhand naturwissenschaftlicher Fragen entwickelt, sie aber nicht auf diese beschränkt.
Popper tritt der vor allem im Positivismus zugrunde gelegten Auffassung entgegen, dass wissenschaftliche Theorien induktiv entwickelt werden durch Verallgemeinerung empirischer Erfahrung. Stattdessen sieht Popper die kritische Prüfung an der Erfahrungsrealität als entscheidend an – ein Verfahren, das gerade dann Theoriefortschritt ermöglicht, wenn diese Prüfung scheitert, also die Theorie nicht verifiziert, sondern falsifiziert wird. Die Güte einer Theorie bemesse sich demnach an ihrer Fähigkeit, in empirischen Prüfungen zu scheitern, also an ihrer Falsifizierbarkeit.
Allgemein entstünden wissenschaftliche Theorien durch „trial and error“ aus Hypothesen: nämlich aus vorläufigen (versuchsweisen) Annahmen, die einer kritischen Prüfung zu unterziehen seien. Wenn sie sich als falsch erwiesen („falsifiziert“ worden seien), müssten sie geändert oder ganz aufgegeben werden. Ob eine Theorie stimme, erkenne man also nicht dadurch, dass man sie „verifiziere“, sondern durch ihre kritische Überprüfung. Etwas Neues erfahre man, wenn man in früheren Annahmen Irrtümer erkenne. Auf diesem Wege werde es möglich, die ursprünglichen Theorien zu verbessern – um sie dann erneut an der Wirklichkeit zu überprüfen.
Als bedeutender Vertreter des Kritischen Rationalismus im deutschsprachigen Bereich gilt Hans Albert, Urheber des begründungsphilosophischen Münchhausen-Trilemmas, als bedeutende Kritiker der Übertragung von Poppers Ideen auf die sozialwissenschaftlichen Disziplinen, namhafte Vertreter der Kritischen Theorie der Frankfurter Schule (Stichwort: Positivismusstreit). Dem gegen Popper gerichteten Vorwurf der mangelnden Selbstanwendbarkeit, stellte William Warren Bartley seine Konzeption vom Pankritischen Rationalismus entgegen, eine Erweiterung des Systems Poppers um die Möglichkeit der Falsifikation selbstreflexiver Grundlagen.
Für die Verfassungsinterpretation hat Bernhard Schlink vorgeschlagen, den Ansatz Poppers in die Rechtswissenschaft zu übernehmen. Im Wege eines kritischen „trial and error“ sollten aus der Norm Theorien über die Bedeutung des Gesetzes und aus den Theorien wiederum Prämissen hergeleitet werden, die zu testen wären. Die Methode eignet sich besonders bei der Auslegung von Generalklauseln und Grundrechten, die im Normtext sprachlich nur vage beschrieben sind.
Das Ziel eines solchen experimentierenden Denkens ist es nicht, „ewige Wahrheiten“, sondern – aus einer pragmatischen Sicht – vorläufig die einstweilen besten Lösungen von Problemen zu finden.

### Ökonomische Analyse des Rechts
Unter dem Namen „Ökonomische Analyse des Rechts“ oder „Ökonomische Theorie des Rechts“ hat sich eine neue Richtung der Rechtstheorie etabliert, die vor allem in den USA weit verbreitet ist. Sie ist dort unter der Bezeichnung „Law and Economics“ bekannt geworden. Ihr Gegenstand ist die Anwendung der ökonomischen Theorie auf das Recht. Vor allem in den letzten 10–15 Jahren hat die Zahl der Veröffentlichungen zu dieser Richtung auch in deutscher Sprache insbesondere im Wirtschaftsrecht deutlich zugenommen.
Begründet wurde die Theorie von den amerikanischen Ökonomen Ronald Coase („The Problem of Social Costs“, Journal of Law and Economics 3 [1960], p. 1 ff) und Richard Posner („Economic Analysis of Law“, 1973, 1st ed., Boston: Little Brown).
Rechtliche Entscheidungen werden hiernach – analog zu ökonomischen Entscheidungen – einem rationalen Kosten-Nutzen-Kalkül unterworfen. Im Mittelpunkt der Theorie steht der rein rational handelnde Homo oeconomicus, der seinen Nutzen unter Zugrundelegung eines widerspruchsfreien Satzes von Präferenzen, derer er sich bewusst ist, optimiert. Dazu verfügt er über eine mehr oder weniger umfassende Kenntnis der Umstände, unter denen er seine Entscheidung trifft. Je mehr er weiß, desto „sicherer“ ist er, je weniger er weiß, desto mehr handelt er „unter Unsicherheit“.
Ein derart rational handelnder Mensch wird auch Entscheidungen im rechtlichen Bereich einem strengen Kosten-Nutzen-Prinzip unterordnen. Er wird beispielsweise nur dann einen Prozess führen, wenn er das Ziel, das er damit verfolgt, nicht auf effizientere Weise erreichen kann. „Effizienz“ meint hierbei das Verhältnis von eingesetzten Mitteln (Ressourcen, Faktoren) zu dem konkreten bezweckten Erfolg. Wenn es billiger ist, beispielsweise ein Feld durch das Aufstellen eines Zauns vor dem Abgrasen durch Schafe zu schützen, die auf der benachbarten Weide gehalten werden, als hierzu einen Prozess gegen den Nachbarn zu führen, so wird der ökonomisch rational Handelnde den Zaun aufstellen.
Genauso kann die ökonomische Analyse etwa zur Prüfung dienen, ob eine gesetzgeberische Maßnahme effizient sein wird, d. h. ob sie sich eignet, ihr Ziel zu erreichen. Im Umweltrecht z. B. sollen Verschmutzer, die (mit Blick auf Bilanzen oder Kontostand) rein ökonomisch kalkulieren, zur Verhaltensänderung gebracht werden. Die ökonomische Analyse würde an eine umweltrechtliche Norm etwa die Frage stellen: sind für den Verschmutzer die Gesamtkosten bei Normverstoß, multipliziert mit der Wahrscheinlichkeit, zur Rechenschaft gezogen zu werden, deutlich höher ist als die Gesamtkosten zur Normbefolgung, d. h. zur Reinhaltung der Umwelt? Wenn nein, wird sich die ökonomische Fehlkonstruktion der Norm an mangelnder Qualität der Umwelt ablesen lassen.
In normativer Hinsicht fordert die ökonomische Theorie des Rechts die Steigerung der allgemeinen Wohlfahrt mit den Mitteln des Rechts. Nur diejenige Rechtsordnung ist legitim und „richtig“, die der allgemeinen Wohlfahrt förderlich ist. Ausgangspunkt ist hierbei die Wohlfahrtsökonomik der sogenannten „Chicago School“. Insoweit wird „Effizienz“ über den einzelnen Fall hinaus „als Rechtsprinzip“ (so der Titel einer Monographie von Eidenmüller, 1995) verstanden. Effizienz im ökonomischen Sinne ist die wichtigste Forderung an die gesamte Rechtsordnung. Das Recht hat demnach einen ganz bestimmten gesellschaftlichen Zweck, nämlich volkswirtschaftlich nützlich zu sein. Folgerichtig hält Posner nur eine solche Eigentumsordnung für legitim, die dafür sorgt, dass die Allokation der ökonomischen Güter denjenigen zugutekommen, die daraus den größten ökonomischen Nutzen aus volkswirtschaftlicher Sicht ziehen können – insbesondere unabhängig von der sozialen Bedürftigkeit des einzelnen.

#### Anwendungsbereiche der ökonomischen Analyse
Insoweit kann die ökonomische Theorie als präskriptive/normative Entscheidungshilfe in Einzelfallentscheidungen dienen, sowohl für den Betroffenen (soll er Klage erheben / sich verklagen lassen?, soll er eine Straftat begehen?) als auch für Entscheidungen des Richters (soll er der Klage stattgeben oder sie abweisen?) oder der Verwaltung. So wird der „Nutzen“ auch in der Juristischen Begründungslehre von Koch/Rüßmann zur Auswahl zwischen Entscheidungsalternativen diskutiert.
Besonders bedeutsam ist der wirtschaftliche Aspekt für den Gesetzgeber, der eine allgemeine Regel setzen will, die sich auf die gesamte Gesellschaft auswirken wird.
Der „Nutzen“ der Risikoverteilung im Haftungsrecht (insbesondere bei Unfallschäden im Deliktsrecht, bei der Gefährdungshaftung, beim gutgläubigen Erwerb oder bei Leistungsstörungen im Vertragsrecht) ist leichter zu untersuchen – und betreffende Regelungen dementsprechend zu begründen – als etwa der „Nutzen“ einer Ehescheidung, unabhängig davon, ob man sie aus der Sicht eines Ehegatten oder aus der Sicht des Richters betrachtet. Die ökonomische Theorie des Rechts hat folgerichtig vor allem im Wirtschaftsrecht Anwendung gefunden. Bekannt geworden ist etwa die Untersuchung des Rechts der allgemeinen Geschäftsbedingungen durch Michael Adams (Betriebsberater [BB], 1989, 781), der das AGB-Gesetz unter dem Gesichtspunkt der zwischen den Parteien „asymmetrisch“ verteilten/verfügbaren Information beim Vertragsschluss untersucht.
Neuerdings ist auch das Öffentliche Recht in die ökonomische Analyse einbezogen worden, insbesondere das Verwaltungsrecht.

#### Kritik an der ökonomischen Analyse
Die ökonomische Theorie des Rechts ist – auch in den USA – beachtlicher Kritik ausgesetzt.
Ihr wird entgegengehalten, sie übersehe, dass Menschen auch nach nicht-ökonomischen Rationalitätskalkülen handeln. Sie blende wichtige Gesichtspunkte aus, indem sie sich auf ökonomische Aspekte als allein sinnvolle oder empfehlenswerte Handlungsmotivation beschränke. Es sei eine empfindliche Verkürzung in der Sache, den Inhalt des Rechts und die Legitimität seiner Geltung allein auf den Aspekt der wirtschaftlichen Effizienz zurückführen zu wollen. Aspekte, die in diesem Modell nicht abzubilden seien, seien etwa das Rechtsgefühl (von dem Ernst Blochs Rechtsphilosophie ausgeht) oder der Wunsch nach einem Zuwachs an (politischer, wirtschaftlicher, zwischenmenschlicher) Macht durch die Gestaltung von Rechtsbeziehungen oder durch das Führen von Verfahren. Einem religiös geprägten Menschen dagegen komme es nicht auf die Maximierung seines ökonomischen Nutzens, sondern der Gottgefälligkeit seines Handelns an. Vertreter der ökonomischen Analyse des Rechts entgegnen, dass Zweck-Mittel-Kalküle in anderen Gesellschaftsbereichen dem ökonomischen ähnelten. Die Kritiker bestreiten, dass sich diese Kalküle wie das ökonomische mathematisch abbilden ließen, weil ihnen ein dem Geld vergleichbares abzählbares Medium fehle.
Offen bleibe auch, wessen „Nutzen“ jeweils als Maßstab dienen solle und in welcher Weise er zu messen wäre.

### Einführungen, Hilfsmittel
- Johann Braun: Einführung in die Rechtsphilosophie. Der Gedanke des Rechts. 3.  Auflage. Tübingen 2022, ISBN 978-3-16-161503-0 (mit einem frei zugänglichen Materialband mit Klassikertexten. doi:10.1628/978-3-16-161504-7-Materialband).
- Sonja Buckel, Ralph Christensen, Andreas Fischer-Lescano (Hrsg.): Neue Theorien des Rechts. 3. Auflage. Mohr Siebeck (utb), Tübingen 2020, ISBN 978-3-8252-5325-7.
- Eric Hilgendorf, Jan C. Joerden (Hrsg.): Handbuch Rechtsphilosophie. J.B. Metzler, Stuttgart 2017, ISBN 978-3-476-02433-6, S. 284–290, doi:10.1007/978-3-476-05309-1.
- Norbert Hoerster: Was ist Recht? München 2006, ISBN 978-3-406-54147-6.
- Arthur Kaufmann, Winfried Hassemer, Frank Saliger (Hrsg.): Einführung in Rechtsphilosophie und Rechtstheorie der Gegenwart. 9. Auflage. Heidelberg 2016, ISBN 978-3-8114-9518-0.
- Stephan Kirste, Mortimer Sellers (Hrsg.): Encyclopedia of the Philosophy of Law and Social Philosophy. Springer Netherlands, Dordrecht 2020, ISBN 978-94-007-6730-0, doi:10.1007/978-94-007-6730-0 (springer.com).
- Stephan Kirste: Rechtsphilosophie: Einführung. Academia Verlag, Baden-Baden 2020, ISBN 978-3-89665-877-7, doi:10.5771/9783896658777 (nomos-elibrary.de).
- Matthias Mahlmann: Rechtsphilosophie und Rechtstheorie (= NomosLehrbuch). 8. Auflage. Nomos, Baden-Baden 2024, ISBN 978-3-7560-1478-1.
- Wolfgang Naucke, Regina Harzer: Rechtsphilosophische Grundbegriffe. 5. Auflage. 2005, ISBN 978-3-472-06322-3.
- Kurt Seelmann: Rechtsphilosophie. 5. Auflage. München 2010, ISBN 978-3-406-60961-9.
- Alexander Somek: Rechtsphilosophie zur Einführung. 1. Auflage. Hamburg 2018, ISBN 978-3-88506-809-9.
- Thomas Vesting: Rechtstheorie. Studienbuch. 2.  Auflage. Beck, München 2015, ISBN 978-3-406-68434-0.
- Uwe Volkmann: Rechtsphilosophie. Ein Studienbuch. C. H. Beck, München 2018, ISBN 978-3-406-72424-4.

### Klassische Werke
- 19. Jahrhundert und früher:
  - Immanuel Kant: Die Metaphysik der Sitten. Erster Teil. Metaphysische Anfangsgründe der Rechtslehre. ISBN 978-3-7873-1360-0. (1797)
  - Johann Gottlieb Fichte: Grundlage des Naturrechts, nach Prinzipien der Wissenschaftslehre. Jena / Leipzig 1796, ISBN 978-3-7873-0473-8.
  - Georg Wilhelm Friedrich Hegel: Grundlinien der Philosophie des Rechts. Oder: Naturrecht und Staatswissenschaft im Grundrisse. Berlin 1821, ISBN 978-3-518-28207-6.
- 20. Jahrhundert:
  - Gustav Radbruch: Rechtsphilosophie. Hrsg.: Ralf Dreier und Stanley L. Paulson. 2. Auflage. Heidelberg 2003, ISBN 978-3-8252-2043-3 (Studienausgabe der 3. Auflage, Leipzig, 1932).
  - Hans Kelsen: Reine Rechtslehre. 1. Auflage. Leipzig/Wien 1934, ISBN 978-3-511-09255-9. (2. Auflage 1960; Studienausgabe nach der 1. Auflage von 1934, hrsg. von Matthias Jestaedt, Tübingen 2008, ISBN 978-3-16-149703-2).
  - H.L.A. Hart: The Concept of Law. 2. Auflage. New York 1994, ISBN 978-0-19-876123-5.
  - Karl Olivecrona: Law as Fact. 2. Auflage. London 1971, ISBN 978-0-420-43250-6. (1. Auflage 1939).
  - Lon Fuller: The Morality of Law. 2. Auflage. New Haven / London 1969, ISBN 978-0-300-01070-1.

### Einflussreiche neuere Abhandlungen
- John Rawls: Eine Theorie der Gerechtigkeit. Frankfurt a. M. 1975, ISBN 978-3-518-27871-0.
- John Rawls: Gerechtigkeit als Fairness. Ein Neuentwurf. Frankfurt a. M. 2006, ISBN 978-3-518-29404-8.
- Ronald Dworkin: Taking Rights Seriously. Cambridge 1977, ISBN 978-0-674-86711-6.
- Ronald Dworkin: Law’s Empire. Cambridge 1998, ISBN 978-1-84113-041-5.
- Robert Alexy: Begriff und Geltung des Rechts. Freiburg/München 1992, ISBN 978-3-495-48063-2.
- Jürgen Habermas: Faktizität und Geltung. Frankfurt a. M. 1992, ISBN 978-3-518-28961-7.
- Otfried Höffe: Politische Gerechtigkeit: Grundlegung einer kritischen Philosophie von Recht und Staat. Frankfurt a. M. 2003, ISBN 3-518-28400-2.

### Gegenwärtige Diskussion
- Winfried Brugger, Ulfrid Neumann, Stephan Kirste (Hrsg.): Rechtsphilosophie im 21. Jahrhundert. Frankfurt a. M. 2008, ISBN 978-3-518-29494-9.
- Thomas Kupka: Verfassungsnominalismus: Hermeneutische Überlegungen zum Problem sprachlicher Benennungen im Recht. In: Archiv für Rechts- und Sozialphilosophie 97. 2011, S. 44–77, ssrn.com
- Reinhold Zippelius: Verhaltenssteuerung durch Recht und kulturelle Leitideen. Duncker & Humblot, Berlin 2003, ISBN 3-428-11456-6.
- K. Grechenig, M. Gelter: Divergente Evolution des Rechtsdenkens – Von amerikanischer Rechtsökonomie und deutscher Dogmatik. In: Rabels Zeitschrift für Ausländisches und Internationales Privatrecht (RabelsZ), 2008, S. 513–561,ssrn.com

### Juristische Methodenlehre und Rechtstheorie
- Robert Alexy: Theorie der juristischen Argumentation. Die Theorie des rationalen Diskurses als Theorie der juristischen Begründung. Frankfurt a. M. 1983, ISBN 978-3-518-28036-2.
- Claus-Wilhelm Canaris, Karl Larenz: Methodenlehre der Rechtswissenschaft. 4. Auflage. Berlin 2007, ISBN 978-3-540-65888-7.
- Hans-Joachim Koch, Helmut Rüßmann: Juristische Begründungslehre. Eine Einführung in die Grundprobleme der Rechtswissenschaft. München 1982, ISBN 978-3-406-03452-7.
- Christoph v. Mettenheim: Recht und Rationalität. Tübingen 1984, ISBN 3-16-944727-0.
- Friedrich Müller: Juristische Methodik. 7. Auflage. Berlin 1997, ISBN 978-3-428-11545-7.
- Bernd Rüthers, Christian Fischer, Axel Birk: Rechtstheorie. Begriff, Geltung und Anwendung des Rechts. 6. Auflage. München 2011, ISBN 978-3-406-62921-1.
- Reinhold Zippelius: Juristische Methodenlehre. 11. Auflage. C.H. Beck, München 2012, ISBN 978-3-406-63668-4.
- Reinhold Zippelius: Das Wesen des Rechts. Eine Einführung in die Rechtstheorie. 6. Auflage. Kohlhammer, Stuttgart 2012, ISBN 978-3-17-022355-4.